# Traité d'alliance entre la France et l'URSS
Pour les articles homonymes, voir Traité d'alliance.
Le 10 décembre 1944, les représentants du Gouvernement provisoire de la République française signent à Moscou le premier traité d'alliance et d’assistance mutuelle avec l’Union des républiques socialistes soviétiques. 
Les dirigeants du gouvernement provisoire français, dont le général Charles de Gaulle, président du Gouvernement provisoire de la République française, Georges Bidault et le général Alphonse Juin, profitent de leur visite à Moscou pour contracter une alliance avec l'URSS. Le texte est signé par Bidault et Viatcheslav Mikhaïlovitch Molotov, en présence de Joseph Staline.
L'alliance vise principalement à « éliminer toute nouvelle menace provenant de l'Allemagne, et à faire obstacle à toute initiative de nature à rendre possible une nouvelle tentative d'agression de sa part ».
La coopération entre la France libre et l'URSS s’était déjà manifestée en 1942 avec l’envoi sur le front de l’Est de pilotes français qui formèrent l’escadron de chasse Normandie-Niemen.
Il s'agit du deuxième traité d'alliance entre la France et l'URSS, après le Traité franco-soviétique d'assistance mutuelle de 1935.

## Contexte
La signature de ce traité a lieu durant le voyage du général de Gaulle en URSS, du 2 au 10 décembre 1944.
L'initiative de la conclusion de ce traité revient à la France. Le général de Gaulle poursuit plusieurs objectifs. Il s'agit en premier lieu d'affirmer le retour de la France dans le concert des grandes nations, alors qu'elle est peu associée aux décisions majeures prises par les alliés et que les relations avec Washington sont mauvaises, par une rencontre spectaculaire avec Staline et la signature d'un traité bilatéral « d'égal à égal ». Plus concrètement, l'objectif principal est d'empêcher une résurgence de l'Allemagne qui menacerait la sécurité en Europe par une alliance entre les deux principales puissances continentales en Europe, et d'obtenir le soutien des Soviétiques à la politique française vis-à-vis de l'Allemagne. Enfin, de Gaulle anticipe déjà sa volonté de mener après la guerre une politique d'équilibre entre les deux grandes puissances, les États-Unis et l'URSS, et d'indépendance nationale.
Trois sujets essentiels sont discutés à Moscou : les demandes françaises relatives à l'Allemagne après la guerre, le pacte franco-soviétique et — à la demande des Soviétiques — la reconnaissance du Comité polonais de Lublin.
De Gaulle demande le détachement de la Sarre, de la Rhénanie et de la Ruhr afin que ne puisse se reconstituer un État allemand puissant et doté d'importantes ressources minières et industrielles. Il se heurte au refus de Staline d'en discuter sans Londres et Washington, malgré des propositions de compromis françaises : acceptation de la frontière Oder-Neisse comme frontière orientale de l'Allemagne, et internationalisation de la Ruhr.
L'accord sur le contenu du pacte ne se heurte pas à des difficultés majeures. Les concessions faites par les Français concernent l'absence de clause de non-ingérence dans les affaires intérieures et l'engagement obtenu par Molotov de ne pas participer à une alliance tournée contre le partenaire qui figure à l'article 5 du texte signé.
Les Soviétiques conditionnent la signature du pacte à la reconnaissance par le GPRF du Comité de Lublin, gouvernement installé le 21 juillet 1944 à Lublin par l’Armée rouge, en dépit de l'existence du Gouvernement polonais internationalement reconnu et siégeant à Londres. Les Français y sont opposés mais doivent finalement l'accepter sans quoi la signature du traité n'aurait pu avoir lieu.

## Dispositions du traité
Le traité comporte un préambule et huit articles.
Le préambule situe l'« alliance entre la France et l'URSS » dans le double cadre de la poursuite de la guerre contre l'Allemagne « en commun et jusqu’au bout », et du « rétablissement de la paix sur une base stable et son maintien pour un durable avenir ». La création d'un « système international de sécurité permettant le maintien effectif de la paix » est également mentionnée, en référence à la future ONU dont la conférence fondatrice se tiendra à San Francisco quelques mois plus tard, et sur le plan de la sécurité en Europe à la possibilité d'une convention spécifique qui dans l'esprit de de Gaulle associerait les États-Unis.
L'article premier engage les deux parties à continuer « de combattre aux côtés de l’autre et des nations unies jusqu’à la victoire finale sur l’Allemagne », et l'article 2 réaffirme la décision prise par les Alliés de s'interdire « d’entrer en négociations séparées avec l’Allemagne ».
L'article 3 répond à l'objectif principal du traité : « Les hautes parties contractantes s’engagent à prendre d’un commun accord, à la fin du présent conflit avec l’Allemagne, toutes mesures nécessaires pour éliminer toute nouvelle menace provenant de l’Allemagne, et à faire obstacle à toute initiative de nature à rendre possible une nouvelle tentative d’agression de sa part. ». L'article 4 est une clause d'aide et assistance mutuelle en cas d'hostilités avec l'Allemagne.
L'article 5, de portée plus vaste et ne concernant pas l'Allemagne, objet explicite des précédents articles, engage les parties « à ne pas conclure d’alliance et à ne participer à aucune coalition dirigée contre l’une d’elles ».
L'article 6 étend l'assistance entre les deux pays au domaine économique.

## Dénonciation par l'URSS
L'Union soviétique dénonce le traité en 1955. La raison invoquée par Moscou est que « le gouvernement français a signé et le Parlement a ratifié les accords de Paris qui prévoient la remilitarisation de l'Allemagne occidentale et son inclusion dans des groupements militaires dirigés contre l'Union soviétique » malgré les engagements pris dans le traité de « prendre en commun toutes les mesures nécessaires pour prévenir toute nouvelle menace émanant de l'Allemagne et empêcher les agissements qui pourraient rendre possible une nouvelle tentative d'agression de la part de l'Allemagne, à ne pas conclure des alliances et à ne pas participer à des coalitions dirigées contre l'une ou l'autre des parties contractantes ».

## Sources